# Metaphidippus albopilosus
Metaphidippus albopilosus là một loài nhện trong họ Salticidae.
Loài này thuộc chi Metaphidippus. Metaphidippus albopilosus được Elizabeth Maria Gifford Peckham & George William Peckham miêu tả năm 1901.